# کریستوفر ریچ
کریستوفر ریچ (به انگلیسی: Christopher Rich) (زاده ۱۶ دسامبر ۱۹۵۳ در دالاس ایالت تگزاس) یک بازیگر و هنرمند آمریکایی است. بیشترین عامل شهرت او بازی در فیلم مورفی برون (در نقش میلر ردفیلد) و بازی در سریال ریبا (در نقش براک هارت شوهر سابق ریبا) است.